# Gijzelaars van het Ultralum
Gijzelaars van het Ultralum is het zeventiende stripalbum uit de Ravian-reeks. Het album is getekend door Jean-Claude Mézières met scenario van Pierre Christin.

## De verhalen
De zoon van de kalief van Iksaladam wordt tijdens een luxueuze cruise samen met Laureline ontvoerd door het Kwartet Mortis. Ravian zet de achtervolging in, samen met Kistna die bij deze gelegenheid Jal op het Middelpunt terugvindt. De ontvoering is door opstandelingen, die op de planeet van de kalief werken, georganiseerd om hun vrijlating te eisen.